# Superfície terrestre
Entende-se por superfície terrestre a parte externa da crosta terrestre. As características deste setor do planeta terra são influenciadas pelos movimentos da Terra em relação a ela mesma e em relação ao Sol, os movimentos da lua e pela tectônica de placas.

A superfície terrestre é composta predominantemente por água salgada.

## Formação da superfície terrestre
Historicamente, a ciência que tem por objeto o estudo da superfície terrestre é a geografia. Tomando a geografia como ciência da superfície terrestre, Neef (1967) apresenta os três axiomas desta ciência, a saber:
- Axioma Planetário: todos os fatos geográficos estão diretamente ligados à Terra enquanto planeta;
- Axioma da Paisagem: em todos os pontos da superfície da Terra, seus elementos, componentes e fatores constituintes encontram-se em várias relações e correlações de acordo com as leis da natureza;
- Axioma Corológico: todos os fatos geográficos têm uma localização na superfície terrestre que é marcada pelo seu sítio, mas especialmente pelas relações com os locais e áreas adjacentes.

Diversas teorias para explicar a formação da superfície terrestre e suas variações internas (paisagens) têm sido formuladas por diversos pesquisadores, como a teoria das zonas naturais de Vasily Dokuchaev ou a ideia de cosmos em Humboldt. A partir da década de 1960, a incorporação da teoria dos sistemas aos fundamentos postulados por Humboldt, Dokuchaev e seus seguidores, deu sustentação à proposição da teoria do geossistema, por Viktor Borisovich Sochava, sendo o modelo mais atual para o estudo da superfície terrestre.
Para geografia a superfície terrestre é constituída por uma camada dura denominada de litosfera, integrada a hidrosfera e uma cobertura de seres vivos e grandes obras do homem, como cidades, estradas, barragens, etc. A superfície terrestre é coberta em sua maior parte pelos oceanos. Em contato com a superfície terrestre está a atmosfera, capaz de modificar consideravelmente a superfície da Terra.
Todavia, com a necessidade de explicar os padrões espaciais formados pelos processos sociais (políticos, econômicos e culturais), alguns geógrafos têm formulado outros objetivos e categorias analíticas, que, por vezes não consideram todos os processos de funcionamento e mudança da superfície terrestre, mas apenas os padrões formados pela dinâmica social. Neste sentido, o estudo dos processos da superfície terrestre são realizado pela geografia física e suas subdisciplinas da crosta terrestre.

## Geodésia e superfície terrestre
Do ponto de vista da Geodésia, a superfície terrestre é irregular por natureza, sendo impossível a criação de um modelo matemático, capaz de modelar a superfície da Terra de forma precisa. Por conta disso o geoide é utilizado como uma simplificação da superfície terrestre. Ela é formada de dentro para fora.